# Ружица (календар)
Ружица је била најстарији српски народни календар који је, са прекидима, излазио од 1827. до 1868. године у Новом Саду.

## Историјат
У првој половини 19. века српска књижевна периодика била је у зачетку. Улогу књижевних часописа играли су алманаси (Забавник Димитрија Давидовића, Даница Вука Караџића...) и народни календари. Међу календарима се посебно истицала Ружица која се сматра најстаријим српским календаром.
Први уредник био је Атанасије Николић (1827-1837). Од године 1827. до 1844. издавач је био штампар и књижар Константин Каулиције, а након 1844. календар издаје заједно са сином Јованом. Пошто је новосадски штампар Игњат Фукс преузео штампарију и књижару Каулицијевих 1859. (или 1860) године, наставио је да издаје Ружицу све до 1868. године.

### Нумерација годишта
У Ружици за 1843. годину први пут је назначена нумерација годишта. На основу каталога Константина Каулиција се закључује да календар није штампан за 1830. и 1834. годину. Године 1835. Каулиције је имао вишак примерака Ружице које је до тада штампао и понудио их је на продају. Једино ове две године нису биле у понуди. Игњат Фукс такође води нумерацију која показује да ове две године недостају. Нумерацијом Фукс упућује читаоце на стари календар Ружицу, како би га разликовао од неког сличног календара.

### Типографија
Решење насловне стране Ружице је овал од ружичног венца где је уцртан Амор са стрелом. Постоји сличан календар Ружични венац или Месецослов на чијој насловној страни је идентичан венац испреплетен од ружа, али је наопачке постављен.

## Промена издавача, имена и концепције
И након 1868. и званичног престанка излажења Ружица је наставила живот као календар типа књиге за народ. Издавали су је у Новом Саду под именом Нова ружица: српски народни календар (1878-1880) и Ружица: најстарији српски народни календар (1887, 1895, 1901) браћа Поповић. Потом од 1908. до краја Првог светског рата календар издаје штампарија Јована Радака у Великој Кикинди, а од 1923. до 1941. књижара „Натошевић” у Новом Саду под називом Ружица: српски народни календар.

## Нумерација годишта
У Ружици за 1843. годину први пут је назначена нумерација годишта. На основу каталога Константина Каулиција се закључује да календар није штампан за 1830. и 1834. годину. Године 1835. Каулиције је имао вишак примерака Ружице које је до тада штампао и понудио их је на продају. Једино ове две године нису биле у понуди. Игњат Фукс такође води нумерацију која показује да ове две године недостају. Нумерацијом Фукс упућује читаоце на стари календар Ружицу, како би га разликовао од неког сличног календара.

## Тематика
- Љубавне песме
- Родољубиве песме
- Ласцивне песме
- Народне песме
- Анегдоте